# Деркач Іван Степанович

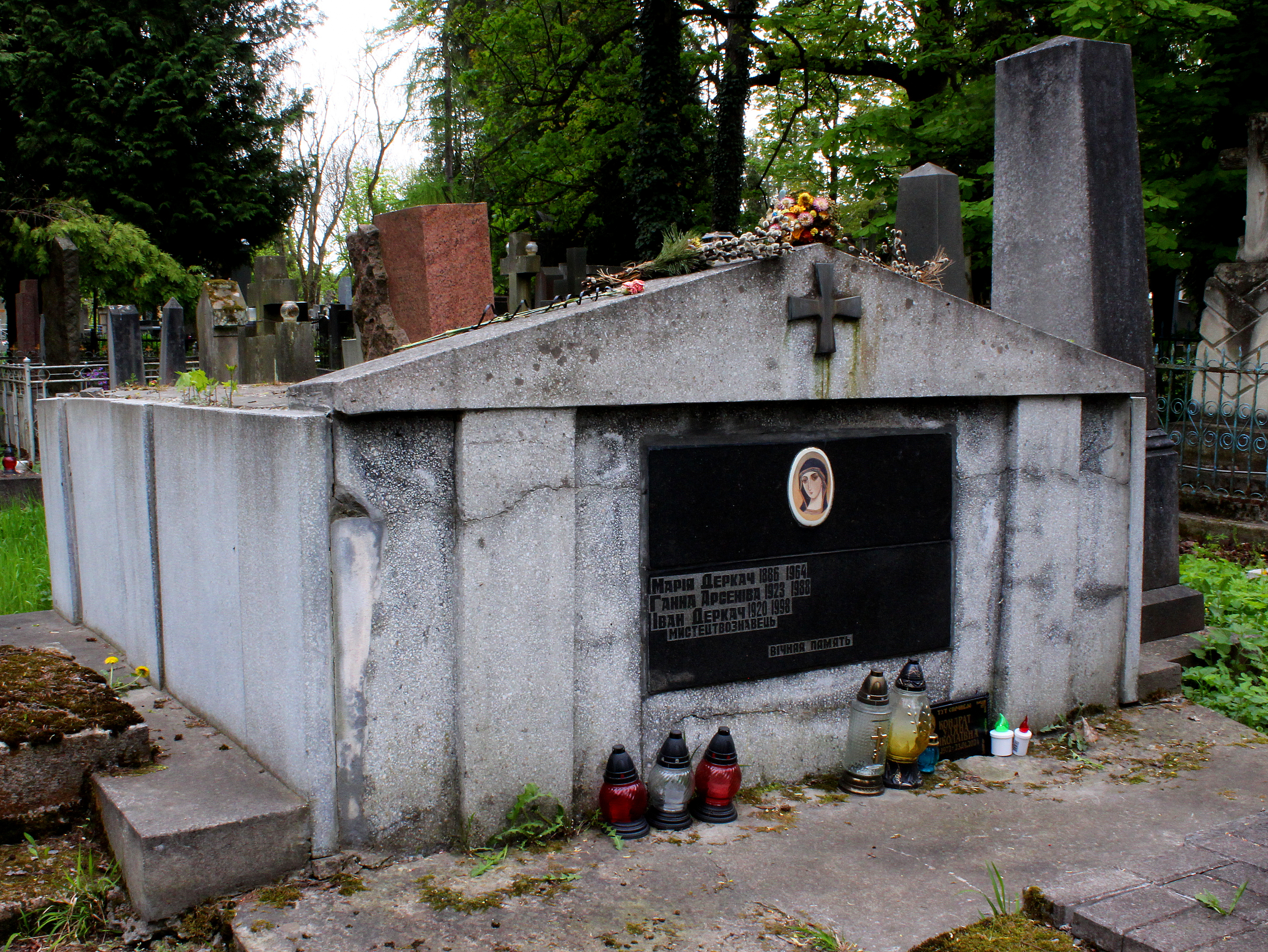

Іван Степанович Деркач (3 березня 1921, м. Чортків, нині Тернопільська область — 8 січня 1998, м. Львів) — український мистецтвознавець, літератор, перекладач, редактор, видавець.

## Життєпис
Іван Деркач народився 3 березня 1921 року в місті Чорткові, нині Чортківської громади Чортківського району Тернопільської области України.
1949 року закінчив Львівський університет, 1951-го — Український поліграфічний інститут. У 1951—1984 роках працював коректором на книжковій фабриці, редактором видавництв «Каменяр» та «Радянська школа» у Львові.
Помер у Львові, похований в родинному гробівці на 56 полі Личаківського цвинтаря.

## Доробок
Упорядкував збірки спогадів, автор статей і нарисів про українських співаків Соломію Крушельницьку, Олександра Мишугу, Модеста Менцинського, Євгенію Зарицьку, Олександру Любич-Парахоняк, Михайла Голинського, українську акторку Лесю Кривицьку, українських художників Софію Альбіновську-Мінкевич, Леопольда Левицького, Ярославу Музику, Романа Турина.
Учасник видання путівників «Львів» (1959), «Львів: Короткий ілюстрований путівник» (1963). Здійснив літературний запис книги Лесі Кривицької «На службі народного театру» (1954).
Діяльний в організації Меморіального музею Соломії Крушельницької в селі Біла Тернопільського району.